# Robert Oliveri
Robert Dane Oliveri, född 28 april 1978 i Los Angeles, Kalifornien, är en amerikansk före detta barnskådespelare. Han är mest känd för att spela rollen som Nick Szalinski i Disneyfilmerna Älskling, jag krympte barnen och Älskling, jag förstorade barnet. Han har även spelat rollen som Kevin i Tim Burtons film Edward Scissorhands.